# Sarsiella murrayana
Sarsiella murrayana is een mosselkreeftjessoort uit de familie van de Sarsiellidae. De wetenschappelijke naam van de soort is voor het eerst geldig gepubliceerd in 1894 door Scott.